# Bristol Type 110A
El Bristol Type 110A fue un biplano monomotor ideado para realizar vuelos chárter, con capacidad para cuatro pasajeros con comodidad. Diseñado por Frank Barnwell y construido en el aeródromo de Filton por la británica Bristol Aeroplane Company. No se obtuvieron pedidos y sólo se construyó un avión.

## Diseño y desarrollo
El Bristol 110A era un biplano para cuatro pasajeros destinado al mercado de vuelos chárter, una versión ligeramente ampliada del proyectado avión de tres pasajeros Type 110. Era un biplano monomotor de un solo vano que podía ser propulsado por uno de los dos parientes más pequeños del motor radial Bristol Jupiter de nueve cilindros: el motor radial Titan de cinco cilindros y 164 kW (220 hp) o el Neptuno de siete cilindros y 235 kW (315 hp). Las alas no estaban aflechadas ni decaladas y tenían unas envergaduras casi iguales, pero teniendo el plano inferior una cuerda mucho más estrecha que el superior. Los alerones tipo Frise se instalaron únicamente en el ala superior. El Type 110A era un avión totalmente metálico recubierto de tela, con un fuselaje de lados planos, un timón con plano de compensación y una cola horizontal sin arriostramiento que llevaba elevadores sin compensación. La cabina de pasajeros, situada entre las alas, tenía tres ventanas a cada lado, una de las cuales estaba en la puerta del lado de estribor. El piloto estaba sentado en lo alto, por delante del borde de ataque del ala superior, en una cabina acristalada, detrás del motor completamente capotado. El tren de aterrizaje era de tipo dividido, con ruedas principales de vía ancha y patín de cola.
El Type 110A, matriculado G-AAFG, voló por primera vez con el motor Titan, pilotado por Cyril Uwins, el 25 de octubre de 1929, después de su aparición con una maqueta del motor Neptune en el Olympia Aero Show en julio de ese año, donde su bien equipada cabina  impresionó a los visitantes, pero no obtuvo pedidos. El Neptune fue instalado en enero de 1930 y las pruebas se realizaron satisfactoriamente hasta que el avión resultó dañado en un accidente al aterrizar a principios de febrero; como no había pedidos a la vista, se decidió abandonar el proyecto, y el avión fue desguazado.

## Variantes
Type 110
Proyecto de avión comercial para tres pasajeros, no construido.
Type 110A
Versión agrandada del Type 110 para cuatro pasajeros, uno construido.

## Especificaciones
Referencia datos: BarnesBarnes, 1970, p. 238

### Características generales
- Tripulación: Uno (piloto)
- Capacidad: Cuatro pasajeros
- Longitud: 10,2 m (33,5 ft)
- Envergadura: 12,3 m (40,5 ft)
- Altura: 3,1 m (10,2 ft)
- Superficie alar: 36,1 m² (389 ft²)
- Peso vacío: 1057 kg (2329,6 lb)
- Peso cargado: 1978 kg (4359,5 lb)
- Planta motriz: 1× motor radial de 5 cilindros refrigerado por aire Bristol Titan.
  - Potencia: 164 kW (226 HP; 223 CV)
- Hélices: Bipala de paso fijo

### Rendimiento
- Velocidad máxima operativa (Vno): 201 km/h (125 MPH; 109 kt)

## Aeronaves relacionadas

### Secuencias de designación
- Secuencia Numérica (interna de Bristol): ← 105 - 107 - 109 - 110 - 110A - 118 - 120 - 123 →